# Paepalanthus crinitus
Paepalanthus crinitus är en gräsväxtart som beskrevs av Tissot-sq. Paepalanthus crinitus ingår i släktet Paepalanthus och familjen Eriocaulaceae. Inga underarter finns listade i Catalogue of Life.